# Verkleden

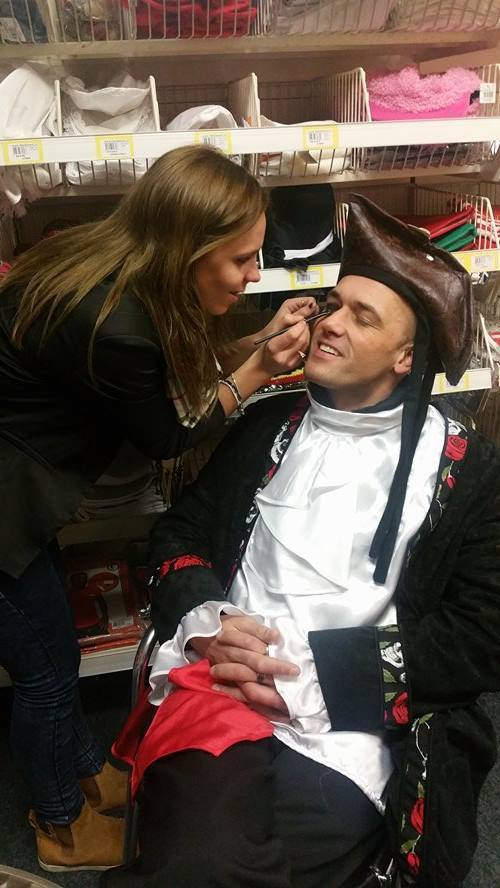
Man wordt geschminkt en verkleed als piraat.

Verkleden is een activiteit waarbij iemand kleding aantrekt die in het dagelijks leven niet gebruikelijk is. Dit gebeurt onder andere tijdens carnaval, Halloween, Poerim, Vastenavond, kinderfeestjes en een gekostumeerd bal.
Bij kostuums valt te denken aan:
- Indianenkleding
- Ridderkostuum
- Prinsessenjurk
- Cowboykleding
- Soldatenkostuum
- Piratenkostuum